# Amefricanidade

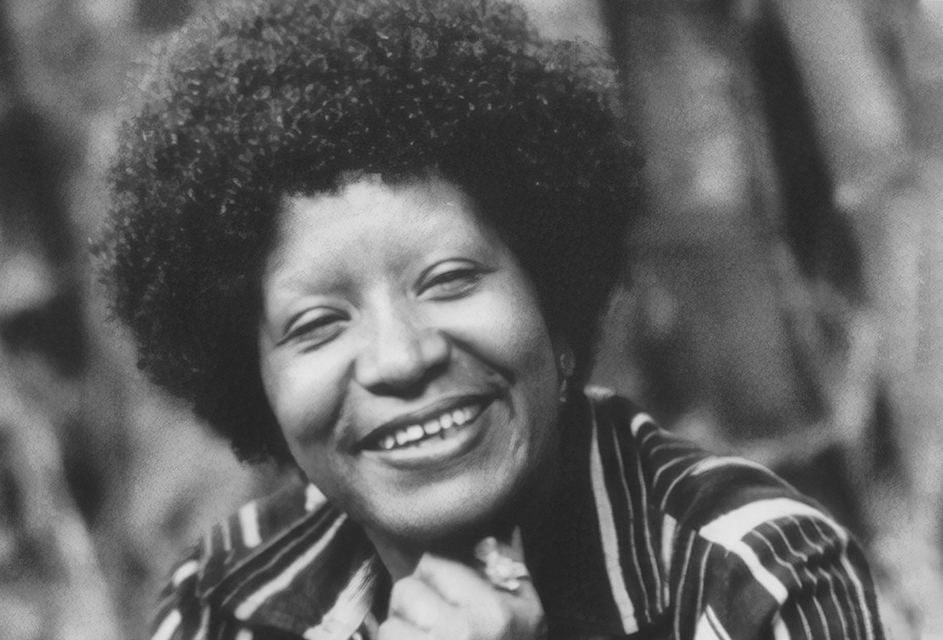

### Introdução
O conceito de Amefricanidade surge da ideia de unir a Africa e a America, foi elaborado pela intelectual brasileira Lélia González, em seu livro que traz um olhar novo a respeito da formação da America Latina e cultura que se nega a reconhecer suas raizes africanas e indigenas.

### Denegação da Ladinoamefricanidade
O termo criado por Sigmund Freud se refere a negação do indivíduo diante de seus pensamentos, desejos e sentimentos, mesmo tendo consciência de que eles existem. Para Lélia González, o Brasil, e demais países da América Latina, enfrentam o mesmo processo em relação as suas origens. O individuo, continua indo contra essas realidades e se negando que pertença a elas.Surge, então, uma série de consequências que a denegação pode trazer, sendo uma delas a manutenção do racismo e a ideologia do branqueamento apontando para uma cultura unicamente europeia e cristã, e movimentos de repressões violentas ocorridas nos EUA. 